# Eudistoma constrictum
Eudistoma constrictum är en sjöpungsart som beskrevs av Kott 1990. Eudistoma constrictum ingår i släktet Eudistoma och familjen Polycitoridae. Inga underarter finns listade i Catalogue of Life.